# Transit (boek)
Transit  is het boekenweekgeschenk  van 1994 en het derde boekenweekgeschenk geschreven door Hella Haasse. Het boek is opgedragen aan haar kleindochter Roosje Polak en kwam uit in maart 1994, op de eerste dag van de Boekenweek, die in 1994 als motto hanteerde "Poëzie Centraal". 

## Tijdspanne
Het verhaal speelt zich af van zondag tot en met zondag in 8 dagen, die ook de hoofdstukken vormen.

## Samenvatting
Geheel in het zwart gekleed keert Iks Westervliet alleen terug van haar Europese reis op het station van Amsterdam. Ze gaat  weer op zoek naar haar reisgenoten, die haar vanaf de start van haar reis al in de steek hebben gelaten, Daan en Alma.  Iks had hen overgehaald gezamenlijk de middelbare school te verlaten en de wijde wereld in te trekken. Maar Alma en Daan kregen steeds meer aandacht voor elkaar en van de voorgenomen gezamenlijke plannen was niets terechtgekomen.
Vrijwel meteen stuit ze op Daan, die alle eigenschappen van een verwaarloosde junk heeft verworven. Iks gaat daarna tevergeefs langs de ouders van Alma en Daan om achter het adres van Alma te komen. Via een gevonden sleutelbos met labels komt de uitgehongerde Iks in een mooi huis in de omgeving van het Vondelpark, waar op de eerste etage een oude man leeft, die verzorgers blijkt te verslijten. Het is Arnold Cluysman, een intellectueel die al twintig jaar eerder ontslag heeft genomen bij de universiteit en als kluizenaar leeft te midden van zijn wetenschappelijke herinneringen. Zijn ex-vrouw woont met zijn zoon en dochter al decennia in Engeland, onder de naam Clisman. Een jongere zus beheert zijn financiën en regelt de verzorgenden.
Arnold legt Iks uit dat haar eigenlijke naam, Xenia, vreemdelinge in het Grieks betekent. Xenia heeft de eerste letter ‘X’ tot haar roepnaam Iks gemaakt. Arnold heeft de laatste twintig jaar zich teruggetrokken in het grachtenpand van zijn ouders, waarmee hij zijn naam als een levende kluizenaar eer aan doet. Hij heeft grote moeite zijn aantekeningen van de laatste 20 jaar te ordenen. Xenia helpt hem daarbij, zorgt voor zijn eten, maakt wat schoon, gaat aan het werk als vuilnisophaler en zoekt ook nog eens naar Alma. Laatstgenoemde werkt misschien in de prostitutie in Antwerpen.  Daan neemt ze mee naar het grachtenpand om hem van honger en koude te redden. Maar Arnold wil dat  niet hebben onder zijn dak en een nacht later blijkt Daan buiten doodgevroren. Xenia verleidt Arnold nog tot een korte wandeling buitenshuis, om aan te geven dat zijn kluizenaarsbestaan vrije keus is. Terwijl ze opnieuw door de buurman van Arnold wordt belaagd, die iets wil in of zelfs met het pand, gooit ze de gevonden sleutels weer in de gracht en ontsnapt aan de buurman met hond.
Ze denkt dat Cluysman genoeg voedsel in huis heeft en via de telefoon kan hij zijn zus bereiken. Zelf kiest ze voor een lift naar Antwerpen in een oud model Peugeot. De bestuurder begrijpt haar en vertelt dat ze op doorreis is, transit. Xenia beaamt die uitgesproken gedachte, ja, ze is in transit.